# België op het Junior Eurovisiesongfestival 2010
België nam deel aan het Junior Eurovisiesongfestival 2010 in Minsk, Wit-Rusland. Het was de 8ste deelname van het land op het Junior Eurovisiesongfestival. De selectie verliep via Junior Eurosong. De VRT was verantwoordelijk voor de Belgische bijdrage voor de editie van 2010.

## Selectieprocedure
Dit jaar traden zes solokandidaten en twee duo's op om België te mogen vertegenwoordigen op het Junior Eurovisiesongfestival. Het hele traject verhuisde van Eén naar Ketnet. Op donderdag 1 juli werden alle kandidaten bekendgemaakt. De kijkers maakten deze zomer kennis met de kandidaten van Junior Eurosong in een reeks portretfilmpjes onder de noemer ID-kits. Ze werden elke dag uitgezonden vanaf 21 juli. Ketnet volgde in het najaar de juniors ook nog eens tijdens hun voorbereidingen in een reeks achter de schermen van Junior Eurosong. De hit die de kandidaten dit jaar samen opnamen heet Superidee.
Van maandag 27 september tot en met donderdag 30 september traden elke dag twee kandidaten aan die live hun liedje zingen. De vakjury gaf telkens aan een van hen een ticket voor de grote finale van vrijdag 1 oktober, zodat uiteindelijk nog maar vier kandidaten overbleven. In de halve finales telde alleen het oordeel van de vakjury. Alleen zij beslisten welke vier kandidaten een plekje in de finale kregen. De jury bestond uit Walter Grootaers, Stan Van Samang, Ralf Mackenbach, Jelle van Dael en de Junior Eurosongjury, bestaande uit Laura Omloop, Thor Salden en Eva Storme (van Trust). De kijkers thuis bepaalden via televoting voor de helft mee wie van de vier finalisten België vertegenwoordigde op 20 november in Minsk. De andere helft van de punten deelde de vakjury uit. Dit jaar kon de kijker thuis voor het eerst ook de finale live volgen vanuit de green room van de kandidaten. Via Ketnet.be zagen de kijkers hoe het er backstage aan toe gaat. Bij de finale kampte men met technische problemen. Daardoor begon het programma ruim een half uur later dan gepland.
Uiteindelijk viel de keuze op het duo Jill & Lauren met het nummer Get up!. Het was voor het eerst in de geschiedenis dat een duo België mocht vertegenwoordigen op het Junior Eurovisiesongfestival.

## Junior Eurosong 2010

### Halve finales
27 september 2010
| Volgorde | Artiest | Lied              | Punten |
| -------- | ------- | ----------------- | ------ |
| 1        | DnA     | Power aan de kids | 4      |
| 2        | Ine     | Kusje van mij     | 1      |

28 september 2010
| Volgorde | Artiest | Lied              | Punten |
| -------- | ------- | ----------------- | ------ |
| 1        | Emma    | Jamanee           | 2      |
| 2        | Ferre   | Met mijn ogen toe | 3      |

29 september 2010
| Volgorde | Artiest       | Lied              | Punten |
| -------- | ------------- | ----------------- | ------ |
| 1        | Emile         | Diep in mijn lijf | 1      |
| 2        | Jill & Lauren | Get up!           | 4      |

30 september 2010
| Volgorde | Artiest | Lied           | Punten |
| -------- | ------- | -------------- | ------ |
| 1        | Ymke    | Vive la fête   | 4      |
| 2        | Luís    | In mijn dromen | 1      |

### Finale
1 oktober 2010
| Volgorde | Artiest       | Lied              |
| -------- | ------------- | ----------------- |
| 1        | Ymke          | Vive la fête      |
| 2        | Ferre         | Met mijn ogen toe |
| 3        | Jill & Lauren | Get up!           |
| 4        | DnA           | Power aan de kids |

## Discografie
Op 27 augustus 2010 werd er een album uitgebracht met alle liedjes van het Junior Eurosong 2010. Het album kwam op 4 september de Vlaamse Ultratop 100-albumlijst binnen. Ook verschillende nummers bereikte afzonderlijk de Vlaamse Ultratop 50.  

### Albums
| Album met hitnotering(en) in de Vlaamse Ultratop 200 albums | Datum van verschijnen | Datum van binnenkomst | Hoogste positie | Aantal weken | Opmerkingen |
| ----------------------------------------------------------- | --------------------- | --------------------- | --------------- | ------------ | ----------- |
| Junior Eurosong 2010                                        | 27-08-2010            | 04-09-2010            | 1(3wk)          | 23           | Platina     |

### Singles
| Single met hitnotering(en) in de Vlaamse Ultratop 50 | Datum van verschijnen | Datum van binnenkomst | Hoogste positie | Aantal weken | Opmerkingen   |
| ---------------------------------------------------- | --------------------- | --------------------- | --------------- | ------------ | ------------- |
| Superidee                                            | 05-07-2010            | 09-10-2010            | 42              | 1            |               |
| Power aan de kids!                                   | 2010                  | 09-10-2010            | 46              | 2            | DnA           |
| Get up!                                              | 2010                  | 09-10-2010            | 24              | 5            | Jill & Lauren |

## In Minsk
België trad als negende land van veertien aan, na Letland en voor Armenië. Aan het einde van de puntentelling stond België op de zevende plaats, met 61 punten. Eenmaal kreeg België het maximum van twaalf punten; van Nederland.

### Gekregen punten
| 12 punten           | 10 punten | 8 punten                 | 7 punten  | 6 punten  |
| ------------------- | --------- | ------------------------ | --------- | --------- |
| - Nederland         |           | - Noord-Macedonië        |           | - Zweden  |
| 5 punten            | 4 punten  | 3 punten                 | 2 punten  | 1 punt    |
| - Litouwen - Servië | - Malta   | - Moldavië - Wit-Rusland | - Georgië | - Rusland |